# Wyprysk kontaktowy niealergiczny
Wyprysk kontaktowy niealergiczny inaczej kontaktowe niealergiczne zapalenie skóry (łac. Contact dermatitis, Contact eczema) – występująca często postać wyprysku, będąca skutkiem bezpośredniego kontaktu z czynnikami drażniącymi, niebędącymi alergenem. Klinicznie wyróżniono dwie postacie choroby: wyprysk ostry (łac. contact dermatitis acuta, eczema acutum) oraz wyprysk przewlekły (łac. contact dermatitis chronica, eczema chronicum).

## Etiopatogeneza
Dochodzi do uszkodzenia skóry substancjami drażniącymi co powoduje zniszczenie naturalnej bariery ochronnej naskórka w postaci lipidów i kwaśnego odczynu pH.
W fazie indukcji dochodzi do uwalniania z keratynocytów drogą nieimmunologiczną presyntetyzowanych cytokin (gł. IL-1, TNF) przez działanie substancji drażniących. Uwolnione cytokiny powodują indukcję ekspresji cząstek adhezyjnych na keratynocytach-ICAM1 i śródbłonku naczyń.

## Objawy
Obecne są zmiany skórne zbliżone do zmian w wyprysku alergicznym (contact dermatitis allergica).
W przewłocznym narażeniu na kontakt z czynnikiem drażniącym dochodzić może do dermatozy ze zużycia objawiającej się zgrubieniami, szorstkością i popękaniami skóry.
Zmiany są najczęściej wywołane przez środki piorące, detergenty, roztwory kwasów i zasad.